# سیماوی
ابوالقاسم احمد بن محمد سیماوی عراقی (درگذشته ۱۲۶۰؟) کیمیاگر مسلمان اهل بغداد بود که آزمایش‌های مختلفی انجام داد و کتاب مشهوری به نام کتاب المکتسب فی زراعة الذهب (کتاب دانش به‌دست‌آمده در زمینه کشت زر") نوشت. جلدکی عمیقاً از آثار او الهام گرفت و شرح‌ها و اشارات مختلفی در مورد آثار سیماوی نوشت.
نهایة الطلب فی شرح المکتسب فی زراعة الذهب، شرح مفصلی است بر المکتسب … ابوالقاسم سیماوی عراقی. بر اساس دیباچهٔ کتاب، جلدکی ادعا می‌کند که پس از اطلاع از متن کتاب آن را از لحاظ نظری و عملی بی‌عیب و نقص یافته‌است و با آنکه نام مؤلف بر او معلوم نبوده، بر آن شده‌است تا شرحی بر آن بنویسد.